# Jean-Baptiste Charles Bouchotte
Pour les articles homonymes, voir Bouchotte.
Jean-Baptiste Charles Bouchotte (1770 - 1852) est un officier supérieur du Premier Empire. Il reçut la croix de la légion d'honneur le 25 prairial de l'an XII et fut député de Moselle.

## Biographie
Jean Baptiste Charles Bouchotte naît à Metz, en Moselle, le 4 novembre 1770 de Jean-Didier Bouchotte et de Marie-Lucie Georgy. Issu d’une famille de militaires, le jeune Jean-Baptiste se destine de bonne heure à la carrière militaire. Sous-lieutenant à l'École de l'artillerie de Chalons le 10 mars 1792, il est affecté au 5e régiment d'artillerie à pied avec le grade de lieutenant en second. Lieutenant le 1er avril 1793, Bouchotte est nommé chef de bataillon le 18 août de la même année. Il se distingue au combat de Bingen et au Siège de Mayence (1793). Il se distingue de nouveau devant Kostheim contre les Prussiens. En l'an II, Bouchotte est affecté à l'Armée des côtes de La Rochelle, puis à l'Armée des côtes de l'Ouest en l'an III. Pendant la Guerre de Vendée, il combat les Chouans à Cholet, Dôle et au Mans, avant de rejoindre l'Armée de Rhin-et-Moselle. là, il participe au second siège de Mayence. 
Conformément à la loi du 4 germinal de l'an III (24 mars 1795), il est réformé. Il reprend du service le 16 floréal de l'an VIII (6 mai 1800), avec le grade de capitaine en second. En l'an IX, il est affecté dans l'Armée d'Helvétie. Il rejoint ensuite les troupes de la Manche. Nommé chef d'escadron au 3e régiment d'artillerie à cheval le 6 brumaire, Jean-Baptiste Bouchotte reçoit la Légion d'honneur le 25 prairial de l'an XII (14 juin 1804). Il est ensuite nommé inspecteur à la manufacture d'armes de Mutzig, poste qu'il occupe jusqu'en 1811.
Promu Major le 29 juillet 1812, il est mis à la retraite deux ans plus tard, le 25 décembre 1814, après l'épisode des Cent-jours. Bouchotte a alors le grade de lieutenant-colonel. Bouchotte s'adonne alors à l'agriculture, et devient membre du conseil municipal et du conseil général de la Moselle. Député de la Moselle, au collège de département, du 3 juillet 1830 au 31 mai 1831, Jean-Baptiste Bouchotte fait partie de l'opposition. Ses travaux sur la sylviculture et la viticulture sont alors remarqués. On doit d'ailleurs à Bouchotte l'invention d'un outil appelé coupe-sève, qui a l'avantage de hâter la maturité des fruits.
Jean-Baptiste Charles Bouchotte avait deux sœurs et trois frères, dont Jean-Baptiste Bouchotte (1754-1840), qui fut ministre de la Guerre du 4 avril 1793 au 20 avril 1794. Le 29 nivôse an IV (19 janvier 1796), il avait épousé à Metz, Françoise Sophie Jacquin (née en 1774), qui lui avait donné deux enfants : Caroline Madeleine (née en 1801), et Émilie Sophie (née en 1802).
Il décéda le 23 janvier 1852, dans sa ville natale : Metz

## Titres et décorations
- Croix de la Légion d'honneur le 25 prairial de l'an XII[1].

## Sources
- Lievyns, Jean Maurice Verdot, Pierre Bégat : Fastes de la Légion-d'honneur: biographie de tous les décorés, Volume 4, Paris, 1844.
- A.Robert et G.Cougny :Biographie extraite du dictionnaire des parlementaires français de 1789 à 1889, Bourloton, Paris.